# E88
E88 eller Europaväg 88 är en 640 km lång europaväg som går inom Turkiet. Det är troligt att den strukits då den inte finns med i europavägskonventionen i 2002 års version. Det beslutades år 2000. Den finns dock kvar på internationella vägkartor.
Turkiet ansökte 2005 om att återinföra den.  Detta beviljades.

## Sträckning
Ankara - Kirikkale - Yerköy - Yozgat - Yildizeli - Sivas - Refahiye

## Standard
E88 är landsväg hela sträckan. Den går rakt genom miljonstaden Ankara och inte på motorvägarna runt staden.

## Anslutningar
- E89
- E90
- E80